# Christian Schwegler
Christian Schwegler (Ettiswil, 6 giugno 1984) è un ex calciatore svizzero, di ruolo difensore.
Famoso per le sue lunghe rimesse laterali, è il fratello maggiore di Pirmin Schwegler.

## Carriera

### Club
Iniziò la sua carriera professionistica nel 2003 con il Lucerna, in Challenge League. Nel 2005 ha avuto una breve parentesi in Germania con l'Arminia Bielefeld, per poi tornare in patria con il Young Boys. Dal 2009 gioca in Austria con il Salisburgo.

### Nazionale
Dal 2003 al 2006 ha giocato per la Nazionale Under-21 del suo paese, collezionando 6 presenze.

## Palmarès

### Club

#### Competizioni nazionali
- Campionato austriaco: 6

Salisburgo: 2009-2010, 2011-2012, 2013-2014, 2014-2015, 2015-2016, 2016-2017
- Coppa d'Austria: 5

Salisburgo: 2011-2012, 2013-2014, 2014-2015, 2015-2016, 2016-2017
- Coppa Svizzera: 1

Lucerna: 2020-2021